# Eriospermum proliferum
Eriospermum proliferum är en sparrisväxtart som beskrevs av John Gilbert Baker. Eriospermum proliferum ingår i släktet Eriospermum och familjen sparrisväxter. Inga underarter finns listade i Catalogue of Life.